# Barão de Alagoa
Barão de Alagoa foi um título nobiliárquico criado por D. Maria II por Decreto de 22 de Dezembro de 1841 a favor de José Francisco da Terra Brum, um abastado comerciante da cidade da Horta, Açores, onde tinha a sua residência nas margens da ribeira da Conceição, sendo proprietário dos terrenos denominados Alagoa (onde se situa o campo de jogos do mesmo nome).

## História
José Francisco da Terra Brum destacou-se pelo seu apoio à causa liberal nos Açores. Em 1832, após a implantação do regime liberal no arquipélago, foi nomeado coronel de voluntários por D. Pedro IV. Como reconhecimento pelos serviços prestados, recebeu a carta de conselheiro em 1834 e, mais tarde, em 1841, foi agraciado pela Rainha D. Maria II com o título de Barão de Alagoa.
Manuel Maria da Terra Brum, nono filho de José da Terra Brum, 1.º Barão de Alagoa, destacou-se como um dos maiores viticultores do Pico e figura de relevo público na ilha do Faial.[carece de fontes?] Em 1901, reconhecendo o seu contributo para a região, o Rei D. Carlos I restabeleceu o título de Barão de Alagoa a seu favor. O baronato encontrava-se extinto desde 1844, ano da morte do seu irmão mais velho, José Francisco da Terra Brum, 2.º Barão de Alagoa.

## Brasão de armas
Às famílias Terra não consta ter sido concedida carta de brasão de armas, no entanto, usavam o seguinte:
Escudo esquartelado:
- No primeiro quartel, em campo de ouro, uma águia negra de duas cabeças, e nos pés seu ondulado de azul;
- No segundo quartel, as armas dos Pereiras esquarteladas com as dos Leites (três flores-de-lis de ouro em campo verde);
- No terceiro quartel, as armas dos Bruns, que são: em campo de prata, uma faixa vermelha com três flores-de-lis de ouro, e um chefe com três perdizes da sua cor;
- No quarto quartel, as armas dos Silveiras (três faixas sanguinhas em campo de prata).

Elmo: de prata, aberto, guarnecido de ouro.
Timbre: a águia do primeiro quartel.

## Barões de Alagoa (1841)
| # | Nome                                              | Nascimento             | Morte                  | Reinado                                         | Cônjuge                                                 | Notas                                                              |
| - | ------------------------------------------------- | ---------------------- | ---------------------- | ----------------------------------------------- | ------------------------------------------------------- | ------------------------------------------------------------------ |
| 1 | José da Terra Brum, 1.º Barão de Alagoa           | 10 de março de 1776    | 22 de dezembro de 1842 | 22 de dezembro de 1841 – 22 de dezembro de 1842 | Francisca Paula Terra Brum da Silveira Leite de Noronha | Tìtulo concedido. Teve onze filhos (mais três fora do matrimónio). |
| 2 | José Francisco da Terra Brum, 2.º Barão de Alagoa | 24 de setembro de 1809 | 3 de setembro de 1844  | 22 de dezembro de 1842 – 3 de setembro de 1844  | Maria Júlia Terra Carvalhal                             | Filho primogénito do 1.º Barão. Teve duas filhas.                  |
| 3 | Manuel da Terra Brum, 3.º Barão de Alagoa         | 3 de fevereiro de 1885 | 11 de julho de 1905    | 28 de agosto de 1901 — 11 de julho de 1905      | Não casou                                               | Nono filho do 1.º Barão. Morreu sem descendência. Título extinto.  |